# Colón (Buenos Aires)
Colón è un comune dell'Argentina situato nella provincia di Buenos Aires. La località è il capoluogo amministrativo del Partido di Colón.